# Honden (shinto)

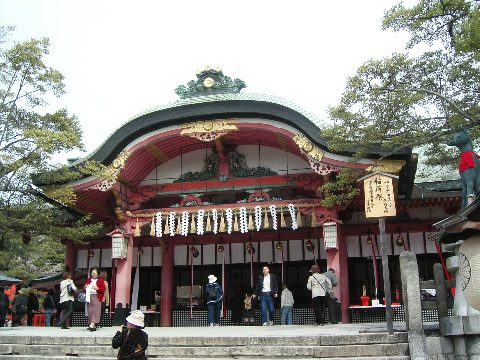
Haiden (gebedsruimte) voor de honden van de Fushimi Inari-taisha in Kioto

Honden (Japans: 本殿; "hoofdgebouw") is de Japanse benaming voor het de heiligste plaats (vergelijkbaar met het Heilige der Heiligen in het joods-christelijke Oude Testament) in een shinto-jinja, die puur en alleen bedoeld is voor gebruik door de kami. Dit gebouw is over het algemeen gesloten voor het publiek en is alleen toegankelijk voor de priesters om er rituelen uit te voeren.
De honden vormt onderdeel van het hart van een jinjacomplex en is verbonden met de overige gebouwen, maar steekt vaak een stukje boven de overige gebouwen uit en is afgeschermd voor buitenstaanders door een eigen hek. De honden lijkt vaak op een klein heiligdomgebouw, compleet met een aflopend dak, muren en deuren, die vaak gesloten worden gehouden op de Matsuri (de religieuze Japanse festivals).
In het hart van de honden bevindt zich de goshintai (御神体; "geëerd lichaam van god"), waarin de kami zich volgens shintoïsten bevindt. Dit kan een rots of standbeeld zijn, maar in recenter gebouwde jinja's is dit meestal een spiegel. Soms bevat een honden meerdere kami's of een samengestelde kami (moeder en kind).